# يوليا راتكيفيتش
يوليا ميكولايفنا راتكيفيتش (البيلاروسية: Юлия Миколаевна Раткевич ؛ acinka: Julija Mikałajeŭna Ratkievi ؛ ولدت في 16 يوليو 1985) هي لاعبة مصارعة أذربيجانية ولدت في بيلاروسيا. هي صاحبة الميدالية البرونزية في دورة الألعاب الأولمبية الصيفية 2012 في المصارعة الحرة للسيدات 55 كجم. في وقت مبكر من حياتها المهنية تنافست لصالح بيلاروسيا وفازت بالميدالية البرونزية في فئة 59 كجم في بطولة أوروبا 2005 في فارنا. بعد انتقالها إلى أذربيجان فازت بالميدالية الذهبية في بطولة العالم 2009 في هيرنينغ وفي بطولة أوروبا 2011 في دورتموند.
تنافست راتكيفيتش في المصارعة حرة 55 كجم سيدات في دورة الألعاب الأولمبية الصيفية 2012 في لندن. فازت على اليونان ماريا بريفولاراكي في دور 16  لكنها خسرت أمام ساوري يوشيدا في الجولة التالية وهكذا تأهلت لدور الإعادة حيث تغلبت على المصارع الأمريكي كيلسي كامبل، في نهائي الميدالية البرونزية تغلبت على روسيا فاليريا زهولوبوفا.
كما تنافست راتكيفيتش في المصارعة الحرة للسيدات بوزن 58 كجم في دورة الألعاب الأولمبية الصيفية 2016 في ريو دي جانيرو، البرازيل. وخسرت أمام التونسية مروة العمري في دور الميدالية البرونزية.